# Octolobus
Octolobus es un género de plantas con cinco especies de la subfamilia Sterculioideae dentro de la familia Malvaceae.

## Especies seleccionadas
- Octolobus angustatus
- Octolobus grandis
- Octolobus heteromena
- Octolobus spectabilis
- Octolobus zenkeri